# 20e étape du Tour d'Italie 1998
La 20e étape du Tour d'Italie 1998 a lieu le 5 juin 1998 entre Boario Terme et Mendrisio. Elle est remportée par Gian Matteo Fagnini.

## Récit
En l'absence de son leader Mario Cipollini qui s'est retiré de la course, Gian Matteo Fagnini peut jouer sa carte personnelle au sprint. Il en profite en remportant cette étape devant Mariano Piccoli.

## Classement de l'étape
| \| 1. \| Gian Matteo Fagnini \| \| Saeco \| en \| \| \| 2. \| Mariano Piccoli \| \| Brescialat \| + \| 0 s \| \| 3. \| Wladimir Belli \| \| Festina \| \| m.t. \| |                     |  |            |    |      |
| 1. | Gian Matteo Fagnini |  | Saeco      | en |      |
| 2. | Mariano Piccoli     |  | Brescialat | +  | 0 s  |
| 3. | Wladimir Belli      |  | Festina    |    | m.t. |

## Classement général
| \| 1. \| Marco Pantani \| \| Mercatone Uno \| en \| \| \| 2. \| Pavel Tonkov \| \| Mapei-Bricobi \| + \| 1 min 28 s \| \| 3. \| Giuseppe Guerini \| \| Polti \| \| 5 min 11 s \| |                  |  |               |    |            |
| 1. | Marco Pantani    |  | Mercatone Uno | en |            |
| 2. | Pavel Tonkov     |  | Mapei-Bricobi | +  | 1 min 28 s |
| 3. | Giuseppe Guerini |  | Polti         |    | 5 min 11 s |